# جون كاوادا
جون كاوادا (باليابانية: 川田順؛ بالكانا: かわだ じゅん) هو كاتب وشاعر ياباني، ولد في 15 يناير 1882 في طوكيو (اليابان) في اليابان، وتوفي في 22 يناير 1966.